# Campeonato Femenino de la OFC 1994
El Campeonato Femenino de la OFC de 1994 fue la quinta edición de la máxima competición femenina de fútbol a nivel selecciones en Oceanía, celebrada en Papúa Nueva Guinea. Participaron tres selecciones que se enfrentaron mediante el sistema de todos contra todos para definir al campeón. El ganador del torneo clasificaría para la Copa Mundial Femenina de Fútbol de 1995.

## Equipos participantes
En cursiva los debutantes.
| Equipos participantes | Equipos participantes | Equipos participantes |
| --------------------- | --------------------- | --------------------- |
| Australia             | Nueva Zelanda         | Papúa Nueva Guinea    |

## Resultados
| Equipo             | Pts | PJ | PG | PE | PP | GF | GC | Dif |
| ------------------ | --- | -- | -- | -- | -- | -- | -- | --- |
| Australia          | 9   | 4  | 3  | 0  | 1  | 13 | 2  | +11 |
| Nueva Zelanda      | 9   | 4  | 3  | 0  | 1  | 10 | 2  | +8  |
| Papúa Nueva Guinea | 0   | 4  | 0  | 0  | 4  | 0  | 19 | -19 |

| 14 de octubre de 1994 | Nueva Zelanda | 2:1 | Australia |  |  |

| 15 de octubre de 1994 | Nueva Zelanda | 2:0 | Papúa Nueva Guinea |  |  |

| 16 de octubre de 1994 | Australia | 7:0 | Papúa Nueva Guinea |  |  |

| 18 de octubre de 1994 | Australia | 1:0 | Nueva Zelanda |  |  |

| 19 de octubre de 1994 | Papúa Nueva Guinea | 0:4 | Australia |  |  |

| 20 de octubre de 1994 | Papúa Nueva Guinea | 0:6 | Nueva Zelanda |  |  |

| Australia     |
| Australia     |
| Primer título |

## Clasificado alMundial de 1995
| Australia |
| Australia |